# Tim Tebow
Timothy Richard „Tim“ Tebow (* 14. August 1987 in Makati City, Philippinen) ist ein ehemaliger US-amerikanischer American-Football- und Baseball-Spieler auf der Position des Quarterbacks bzw. Outfielders. Er spielte von 2006 bis 2010 College Football für die Florida Gators, mit denen er zweimal das BCS National Championship Game und einmal den Sugar Bowl gewann. Darüber hinaus erhielt er 2007 die Heisman Trophy für den besten College-Football-Spieler. Danach spielte er von 2010 bis 2012 in der National Football League (NFL) für die Denver Broncos und die New York Jets.
Am 8. September 2016 gaben die New York Mets aus der Major League Baseball bekannt, Tebow mit einem Minor-League-Vertrag ausgestattet zu haben.
In der Saison 2021 schloss Tebow sich für ein Comeback in der NFL den Jacksonville Jaguars an. Dazu wechselte er auf die Position des Tight Ends.

## Frühe Jahre
Tim Tebow wurde 1987 als Sohn christlicher Missionare auf den Philippinen geboren und später von seiner Mutter zu Hause unterrichtet. Nachdem es durch ein Gesetz des Staates Florida ab 1996 möglich geworden war, dass auch zu Hause unterrichtete Kinder an den sportlichen Aktivitäten der örtlichen Schulen teilnehmen, begann er, im Highschool-Bereich American Football zu spielen. Seine Karriere startete hier in Jacksonville. In der Folgezeit wurde er zweimal als Floridas Spieler des Jahres ausgezeichnet und führte die Panthers der Nease High School aus St. Augustine 2005 in seinem letzten High-School-Jahr zur Staatsmeisterschaft in Florida.

## College
Bei seinem Wechsel zum College Football entschied sich Tim Tebow 2006 für die University of Florida, für deren Football-Team Florida Gators er bis Januar 2010 spielte. Er kam während dieser Zeit in 55 Spielen zum Einsatz, von denen die Mannschaft 48 Spiele gewann. Dabei erzielte er insgesamt 88 Touchdowns und 9.286 Yards in Pass- sowie 57 Touchdowns und 2.947 Yards in Laufspielzügen. Im Januar 2009 gab er seinen Verbleib an der Universität für ein weiteres Jahr bekannt und entschied sich somit gegen einen vorzeitigen Wechsel in die National Football League (NFL). Sein Hauptfach im Studium, das er im Dezember 2009 mit einem Bachelor-Abschluss beendete, war Familien-, Jugend- und Gemeinschaftskunde.

## NFL

### Denver Broncos
Nach dem Ende der Spielzeit 2009/2010 wurde Tim Tebow im NFL Draft am 22. April 2010 als 25. Spieler von den Denver Broncos ausgewählt. In seiner ersten Spielzeit in der NFL kam er in neun Spielen zum Einsatz, von denen er in drei Spielen zur Startformation gehörte. Er erzielte dabei fünf Touchdowns in Pass- sowie sechs Touchdowns in Laufspielzügen.
In der Saison 2011 ersetzte Tim Tebow am sechsten Spieltag Kyle Orton, den vorherigen Starting-Quarterback der Denver Broncos, unter dem die Mannschaft nur eines der ersten fünf Spiele gewonnen hatte. Mit Tebow als Spielmacher gewannen die Broncos sieben der restlichen elf Spiele und qualifizierten sich für die Play-offs, in denen sie nach einem Sieg in der ersten Runde gegen die Pittsburgh Steelers im folgenden Spiel gegen die New England Patriots ausschieden. Tim Tebow spielte in dieser Spielzeit einschließlich der Play-offs in 15 Spielen, davon in zwölf Spielen in der Startaufstellung, und erzielte 14 Touchdowns in Pass- sowie sieben Touchdowns in Laufspielzügen.

### New York Jets
Im März 2012 wechselte er zu den New York Jets, da die Denver Broncos mit Peyton Manning einen neuen Quarterback verpflichteten. Bei den Jets unter Head Coach Rex Ryan erlebte er eine enttäuschende Saison, in der er sich nicht gegen Starting-Quarterback Mark Sanchez durchsetzen konnte, nur in 74 Snaps zum Einsatz kam und hinter Greg McElroy als dritter Quarterback fungierte.
Am 29. April 2013 wurde er von den New York Jets entlassen.

### New England Patriots
Im Juni 2013 nahmen ihn die New England Patriots unter Vertrag. Am 31. August 2013 entließen die Patriots Tebow wieder vor Beginn der Regular Season. Er konnte sich gegen die Konkurrenz im Kader nicht durchsetzen.

### Philadelphia Eagles
Im April 2015 unterschrieb er einen Vertrag bei den Philadelphia Eagles über ein Jahr. Er wurde am 5. September 2015 entlassen.

### Jacksonville Jaguars
Mitte Mai 2021 verpflichteten die Jacksonville Jaguars Tebow als Tight End. Am 17. August wurde er im Rahmen der Kaderverkleinerung auf 85 Spieler entlassen.

## Sportliche Erfolge
Mit dem Football-Team der University of Florida gewann Tim Tebow in den Spielzeiten 2006/2007 und 2008/2009 jeweils die Southeastern Conference und die nationale Meisterschaft der Football Bowl Subdivision sowie 2009/2010 den Sugar Bowl. Darüber hinaus wurde er 2007 als erster Sophomore mit der von der National Collegiate Athletic Association (NCAA) verliehenen Heisman Trophy für den besten College-Football-Spieler ausgezeichnet. Auch in den beiden folgenden Jahren zählte er zu den Heisman-Finalisten, dabei belegte er 2008 den dritten und 2009 den fünften Platz.
In den Jahren 2007 und 2008 erhielt er außerdem den Maxwell Award, eine Auszeichnung, die von Sportjournalisten und Trainern an den besten Spieler vergeben wird. Er ist damit in der Geschichte des College-Footballs nach Johnny Lattner der zweite Spieler, der diesen Preis zweimal gewann. Zu seinen weiteren Auszeichnungen zählten der Davey-O’Brien-Award 2007 für den besten Quarterback, der James-E.-Sullivan-Award 2007 für den herausragendsten amerikanischen Amateursportler sowie die William-V.-Campbell-Trophäe 2009 für den Sportler mit der besten Kombination aus akademischen Leistungen, gemeinnützigem Engagement und sportlichen Erfolgen.

## Persönlichkeit

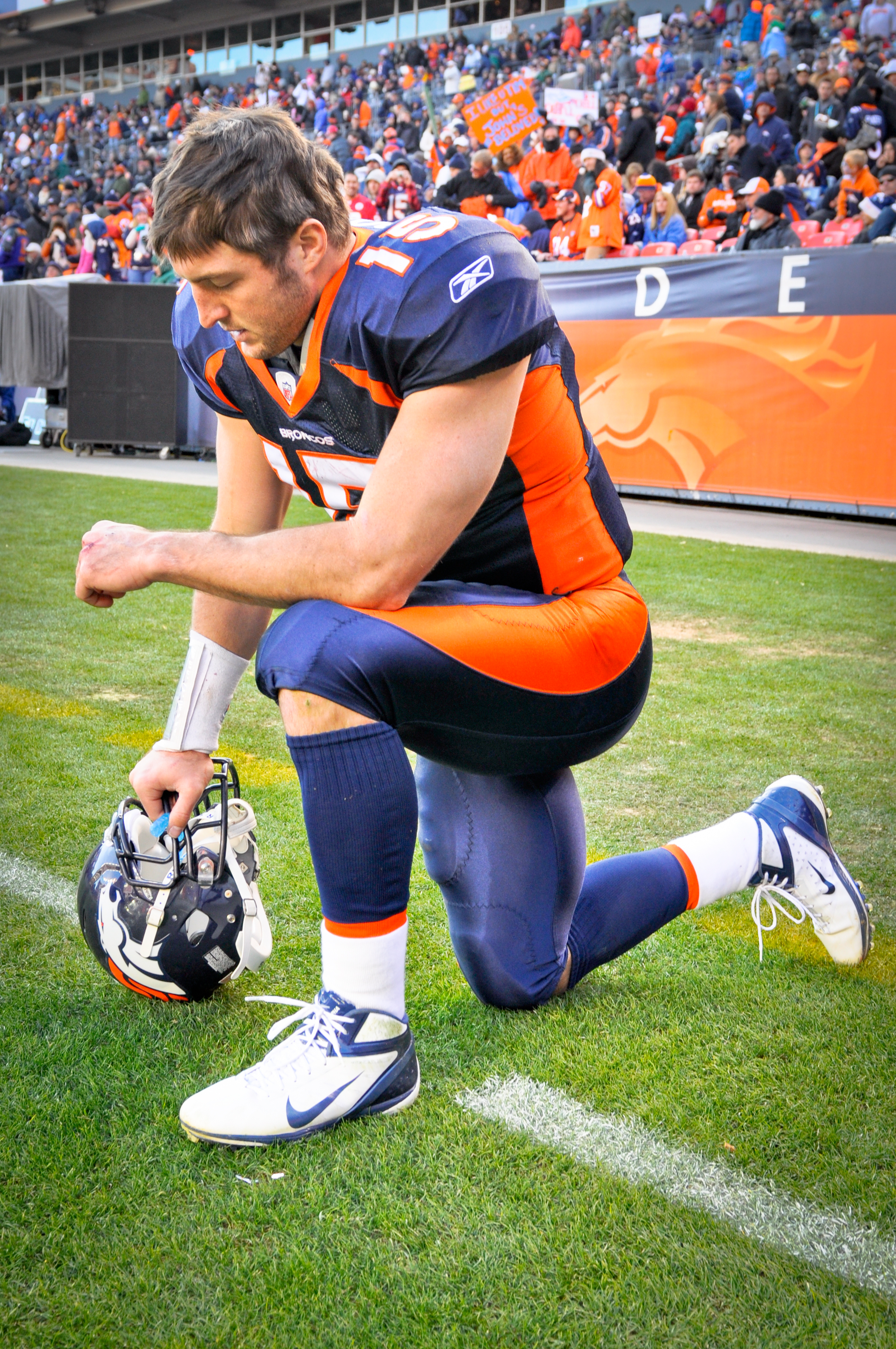
Tebow beim tebowing, untypischerweise ohne seinen Kopf mit der geballten Faust zu stützen

Tim Tebow ist gläubiger Christ. Pressekonferenzen nach seinen Spielen beginnt er gerne mit den Worten: „Als allererstes möchte ich meinem Herrn und Erlöser Jesus Christus sowie meinen Mannschaftskameraden danken.“ Popularität erlangte seine Gebetshaltung auf dem Spielfeld, die mit dem Neologismus tebowing belegt wurde: Tebow senkt dabei ein Knie auf den Boden und verharrt einige Momente, seinen Kopf mit der geballten Faust stützend.
Im Januar 2019 gab Tebow bekannt, dass er eine Beziehung mit der Miss Universe 2017 Demi-Leigh Nel-Peters aus Südafrika habe. Im Januar 2020 heiratete das Paar. Im Juli 2025 gab das Paar die Geburt ihrer ersten Tochter bekannt.

## Auszeichnungen
Tim Tebow wurde vom Magazin Time im Jahr 2012 in die Liste der weltweit 100 einflussreichsten Persönlichkeiten aufgenommen. Begründet wurde dies mit seiner Arbeitsmoral und seinen Führungsqualitäten als Footballspieler sowie seinem auf christlichen Überzeugungen basierenden Leben auch außerhalb des Sports.